# Anicca
Anicca (traduzido do páli, "impermanência". Lê-se /anit-txá/.) é um dos conceitos essenciais para a descrição do universo segundo o budismo (junto com dukkha e anatta, compõe as três marcas da existência). Diz respeito à constante mutação de todas as coisas que compõe o universo. Compreender a impermanência é de extrema importância dentro do contexto budista. Assim como as quatro nobres verdades são reconhecidas por todas as escolas budistas, a impermanência é um ensinamento presente em todas as linhagens.

## Descrição
Basicamente, todos os fenômenos são impermanentes. Entenda-se por fenômeno qualquer ideia de existência, seja de um "eu", de um "outro", de um "objeto", de uma "experiência" etc. Os fenômenos são impermanentes devido à sua natureza composta, ou seja, existem a partir de causas e condições. Quando as causas e condições cessam, o fenômeno cessa também.
Os relacionamentos cessam, os governos, os países, as empresas... todos cessam, mudam o tempo todo, pois dependem de outros fatores, que, por sua vez, também são compostos e assim sucessivamente.
Podemos perceber a impermanência operando em nossas vidas diariamente. Contemplar isso é de extrema utilidade, pois faz cessar o nosso apego exagerado, o nosso "agarrar" exagerado.